# Hamlet (Karolina Północna)
Hamlet – miasto w Stanach Zjednoczonych, w stanie Karolina Północna, w hrabstwie Richmond.
W Hamlet urodził się jazzman John Coltrane (1926–1967).